# J500 Mailand
Die Trofeo Bonfiglio, auch bekannt als Campionati Internazionali d’Italia Juniores, ist ein World-Junior-Tennisturnier, das jährlich im Mai von der International Tennis Federation in Mailand ausgetragen wird. Das Sandplatz-Turnier ist neben dem Osaka Mayor’s Cup, dem Banana Bowl, dem Yucatán Cup und dem Orange Bowl Teil der international bedeutenden Serie der Grade-A-Turniere und zählt damit zusammen mit den Nachwuchswettbewerben der vier Grand-Slam-Turniere zu den wichtigsten Tennisturnieren für Junioren und Juniorinnen weltweit.

## Geschichte
Seit 1978 wird der Wettbewerb sowohl bei den Junioren als auch bei den Juniorinnen in der Kategorie Grade-A ausgetragen. 1990 fanden erstmals auch Wettkämpfe im Doppel statt. Ursprünglich als Campionati Internazionali d’Italia Juniores ausgetragen, wurde 1999 zu Ehren eines im Alter von nur 19 Jahren an einer Lungenentzündung verstorbenen hoffnungsvollen Mailänder Tennisspielers dem Turnier der Beiname Trofeo Antonio Bonfiglio verliehen.

## Siegerliste
Zahlreiche Grand-Slam-Sieger der vergangenen Jahrzehnte haben als Junioren das Turnier in Mailand bestritten und im Einzel oder Doppel den Titel gewonnen. Zu diesen namhaften Champions zählen Ivan Lendl, Jim Courier, Goran Ivanišević, Jewgeni Kafelnikow und Novak Đoković sowie Virginia Wade, Gabriela Sabatini, Wiktoryja Asaranka, Simona Halep und Sloane Stephens.

### Einzel
| Jahr                 | Herren                             | Damen                              |                                    |
| -------------------- | ---------------------------------- | ---------------------------------- | ---------------------------------- |
| 1959                 | Sergio Tacchini                    |                                    |                                    |
| 1960                 | Boro Jovanović                     |                                    |                                    |
| 1961                 | Luciano Borghi                     |                                    |                                    |
| 1962                 | Jean-Claude Barclay                |                                    |                                    |
| 1963                 | Milan Holeček                      | Virginia Wade                      |                                    |
| 1964                 | Nicholas Kalogeropoulos            | Vlasta Kodešová                    |                                    |
| 1965                 | Nicholas Kalogeropoulos            | Trudy Groenman                     |                                    |
| 1966                 | Bob Maud                           | Marie Neumanová                    |                                    |
| 1967                 | Jan Kodeš                          | Marie Neumanová                    |                                    |
| 1968                 | Vladimír Zedník                    | Winnie Shaw                        |                                    |
| 1969                 | John Alexander                     | Birgitta Lindström                 |                                    |
| 1970                 | John Alexander                     | Fiorella Bonicelli                 |                                    |
| 1971                 | Adriano Panatta                    | Brenda Kirk                        |                                    |
| 1972                 | Corrado Barazzutti                 | Fiorella Bonicelli                 |                                    |
| 1973                 | Wojciech Fibak                     | Renáta Tomanová                    |                                    |
| 1974                 | José Moreno                        | Renáta Tomanová                    |                                    |
| 1975                 | Balázs Taróczy                     | Hana Hüblerová                     |                                    |
| 1976                 | Tomáš Šmíd                         | Chris O’Neil                       |                                    |
| 1977                 | Gianni Ocleppo                     | Frédérique Thibault                |                                    |
| 1978                 | Ivan Lendl                         | Viviana González                   |                                    |
| 1980                 | Thierry Tulasne                    | Susan Mascarin                     |                                    |
| 1981                 | Slobodan Živojinović               | Anne Minter                        |                                    |
| 1982                 | Guy Forget                         | Gretchen Rush                      |                                    |
| 1983                 | Michele Fioroni                    | Sabrina Goleš                      |                                    |
| 1984                 | Luke Jensen                        | Gabriela Sabatini                  |                                    |
| 1985                 | Antonio Padovani                   | Patricia Tarabini                  |                                    |
| 1986                 | Franco Davín                       | Bettina Fulco                      |                                    |
| 1987                 | Jim Courier                        | Natallja Swerawa                   |                                    |
| 1988                 | Goran Ivanišević                   | Cristina Tessi                     |                                    |
| 1989                 | Stefano Pescosolido                | Florencia Labat                    |                                    |
| 1990                 | Ivan Baron                         | Silvia Farina Elia                 |                                    |
| 1991                 | Grant Doyle                        | Zdeňka Málková                     |                                    |
| 1992                 | Jewgeni Kafelnikow                 | Rossana de los Ríos                |                                    |
| 1993                 | Jimy Szymanski                     | Nino Louarsabishvili               |                                    |
| 1994                 | Federico Browne                    | Tatjana Panowa                     |                                    |
| 1995                 | Mariano Zabaleta                   | Anna Kurnikowa                     |                                    |
| 1996                 | Olivier Mutis                      | Wolha Barabanschtschykawa          |                                    |
| 1997                 | Florian Allgäuer                   | Katarina Srebotnik                 |                                    |
| 1998                 | Guillermo Coria                    | Antonella Serra Zanetti            |                                    |
| ↓ Trofeo Bonfiglio ↓ |                                    |                                    |                                    |
| 1999                 | Kristian Pless                     | Lina Krasnoruzkaja                 |                                    |
| 2000                 | Todor Enew                         | Ioana Gaspar                       |                                    |
| 2001                 | Alejandro Falla                    | Kaia Kanepi                        |                                    |
| 2002                 | Brian Dabul                        | Barbora Strýcová                   |                                    |
| 2003                 | Nicolás Almagro                    | Michaëlla Krajicek                 |                                    |
| 2004                 | Sebastian Rieschick                | Sessil Karatantschewa              |                                    |
| 2005                 | Petar Jelenić                      | Dominika Cibulková                 |                                    |
| 2006                 | Jonathan Eysseric                  | Ioana Raluca Olaru                 |                                    |
| 2007                 | Matteo Trevisan                    | Anastassija Piwowarowa             |                                    |
| 2008                 | Guido Pella                        | Simona Halep                       |                                    |
| 2009                 | Facundo Argüello                   | Sloane Stephens                    |                                    |
| 2010                 | Michail Birjukow                   | Beatrice Capra                     |                                    |
| 2011                 | Filip Horanský                     | Irina Chromatschowa                |                                    |
| 2012                 | Gianluigi Quinzi                   | Kateřina Siniaková                 |                                    |
| 2013                 | Alexander Zverev                   | Belinda Bencic                     |                                    |
| 2014                 | Roman Safiullin                    | Catherine Bellis                   |                                    |
| 2015                 | Orlando Luz                        | Markéta Vondroušová                |                                    |
| 2016                 | Stefanos Tsitsipas                 | Olessja Perwuschina                |                                    |
| 2017                 | Alexei Popyrin                     | Jelena Rybakina                    |                                    |
| 2018                 | Adrian Andreew                     | Eléonora Molinaro                  |                                    |
| 2019                 | Jonáš Forejtek                     | Alexa Noel                         |                                    |
| 2020                 | wegen COVID-19-Pandemie verschoben | wegen COVID-19-Pandemie verschoben | wegen COVID-19-Pandemie verschoben |

### Doppel
| Jahr                 | Herren                                    | Damen                                    |                                    |
| -------------------- | ----------------------------------------- | ---------------------------------------- | ---------------------------------- |
| 1990                 | Will Bull Brian MacPhie                   | Tazzjana Ihnazjewa Irina Suchowa         |                                    |
| 1991                 | Grant Doyle Joshua Eagle                  | Ivona Horvat Eva Martincová              |                                    |
| 1992                 | Massimo Bertolini Mosé Navarra            | Laurence Courtois Nancy Feber            |                                    |
| 1993                 | Thomas Johansson Magnus Norman            | Cristina Moros Stephanie Nickitas        |                                    |
| 1994                 | Ben Ellwood Mark Philippoussis            | Michaela Hasanová Martina Nedelková      |                                    |
| 1995                 | Guillermo Cañas Martín Alberto García     | Alice Canepa Giulia Casoni               |                                    |
| 1996                 | Martin Lee James Trotman                  | Alice Canepa Giulia Casoni               |                                    |
| 1997                 | Jaco van der Westhuizen Wesley Whitehouse | Tina Hergold Tina Pisnik                 |                                    |
| 1998                 | José de Armas Fernando González           |                                          |                                    |
| ↓ Trofeo Bonfiglio ↓ |                                           |                                          |                                    |
| 1999                 | Guillermo Coria David Nalbandian          | Flavia Pennetta Roberta Vinci            |                                    |
| 2000                 | Julien Cassaigne Andy Roddick             | Ioana Gaspar Tetjana Perebyjnis          |                                    |
| 2001                 | Tomáš Berdych Bart de Gier                | Petra Cetkovská Matea Mezak              |                                    |
| 2002                 | Adam Feeney Chris Guccione                | Anna-Lena Grönefeld Barbora Strýcová     |                                    |
| 2003                 | Novak Đoković Viktor Troicki              | Jarmila Gajdošová Andrea Hlaváčková      |                                    |
| 2004                 | Brendan Evans Scott Oudsema               | Wiktoryja Asaranka Wolha Hawarzowa       |                                    |
| 2005                 | Jewgeni Kirillow Denys Moltschanow        | Jekaterina Makarowa Jewgenija Rodina     |                                    |
| 2006                 | Roman Jebavý Hans Podlipnik-Castillo      | Sorana Cîrstea Alexandra Panowa          |                                    |
| 2007                 | Roy Bruggeling Thomas Schoorel            | Klaudia Boczová Kristína Kučová          |                                    |
| 2008                 | Henrique Cunha César Ramírez              | Lesley Kerkhove Arantxa Rus              |                                    |
| 2009                 | Richard Becker Dominik Schulz             | Magda Linette Hanna Orlik                |                                    |
| 2010                 | Duilio Beretta Roberto Quiroz             | Nastja Kolar Chantal Škamlová            |                                    |
| 2011                 | Liam Broady Oliver Golding                | Irina Chromatschowa Danka Kovinić        |                                    |
| 2012                 | Liam Broady Joshua Ward-Hibbert           | Françoise Abanda Sachia Vickery          |                                    |
| 2013                 | Johannes Härteis Hannes Wagner            | Fiona Ferro Margot Yerolymos             |                                    |
| 2014                 | Kamil Majchrzak Jan Zieliński             | Priscilla Hon Jil Teichmann              |                                    |
| 2015                 | Michał Dembek Patrik Niklas-Salminen      | Miriam Kolodziejová Markéta Vondroušová  |                                    |
| 2016                 | Benjamin Sigouin Louis Weßels             | Olessja Perwuschina Anastassija Potapowa |                                    |
| 2017                 | Axel Geller Nicolás Mejía                 | Caty McNally Whitney Osuigwe             |                                    |
| 2018                 | Govind Nanda Tyler Zink                   | Yūki Naitō Naho Satō                     |                                    |
| 2019                 | Tristan Schoolkate Dane Sweeny            | Natsumi Kawaguchi Adrienn Nagy           |                                    |
| 2020                 | wegen COVID-19-Pandemie verschoben        | wegen COVID-19-Pandemie verschoben       | wegen COVID-19-Pandemie verschoben |